# Englantina roja
L'englantina roja (Rosa rubiginosa o Rosa eglanteria) és un arbust de la família de les rosàcies. És cosmopolita, i es pot trobar al continent asiàtic, especialment a l'Àsia de l'est, Iraq, Iran i Turquia; a Europa, en països com Dinamarca, Irlanda, Noruega, Regne Unit, Àustria, Bèlgica, Alemanya, Hongria, Ucraïna, Albània, Bulgària, Grècia, Itàlia, Romania, Iugoslàvia i Espanya. També creix en zones del sud d'Àfrica, Nova Zelanda i Sud-amèrica. De les seves llavors se n’extreu l'oli de rosa mosqueta, molt emprat com a tractament regenerador de la pell. El cep de l'englantina roja s'usa sovint com a base per a l'empelt d'altres varietats de rosa en jardins.

## Etimologia
En català, com a les altres llengües romàniques, el terme rosa prové directament i sense canvis del llatí rŏsa, amb el significat que coneixem: 'la rosa' o 'la flor del roser'; que prové del vocable previ rodia (ródja). Aquest últim arcaisme llatí és al seu torn manllevat, per via de l'osc, del grec antic τὸ ῥόδον (rhódon) ← ϝρόδον ('la rosa', 'la flor del roser') o millor ῥοδέα (jònic ῥοδέη) rhodéa ('la tija de la rosa, el sosteniment de la flor'). El mot grec ϝρόδον se sol veure com a préstec de l'iranià antic (*wr̥da-).
El nom englantina prové del llatí vulgar aculentus (amb la terminació de spinulentus 'espinós'), del llatí aculeus 'espinosa', d'acus 'agulla', i fa referència a que és un arbust espinós. El mot rubiginosa significa rovellat o de color rogenc en llatí, i fa referència a la gamma cromàtica de les seves flors.

## Descripció morfològica
És un arbust erecte, salvatge, que pot sobrepassar els dos metres d'alçada. Té les tiges corbades i cobertes d'agullons violacis.
Les seves flors mesuren de 3 a 6 centímetres de diàmetre, i formen inflorescències racemoses en forma de corimbe de 2 a 7 o 15 unitats, depenent del vigor de la planta i de l'edat de la tija. Són hermafrodites, amb simetria actinomorfa. Tenen el periant diferenciat. El calze està format per cinc sèpals (dos d'extrems, dos d'interns i un de central) i la corol·la està formada per cinc pètals imbricats i dialipètals de color rosa, blanc a la base i, a vegades, presenten pigments groguencs. Tenen nombrosos estams en diversos verticils. Presenta un gineceu pluricarpelar i apocàrpic amb ovari súper.
El fruit és un poliaqueni de forma ovoide d'1,5 a 2,5 centímetres, de diàmetre de color vermellós, que presenta una closca d'1 a 3 mil·límetres de gruix i al seu interior de quinze a vint llavors d'on s'extreu oli.
Té les fulles herbàcies, compostes del tipus d'imparipinnades que comprenen de 5 a 9 folíols de forma el·líptica, amb el marge serrat. Estan cobertes de nombrosos pèls glandulars. Són caducifòlies.
Les fulles són imparipinnades, de 5 a 9 cm de longitud, compostes de 5 a 9 folíols de forma el·líptica i el magre serrat, i coberts de nombrosos pèls glandulars.
Les flors, de 3 a 6 cm de diàmetre, amb cinc pètals rosa, blancs a la base, formen grups en corimbes de 2 a 7 flors que apareixen al final de la primavera i mitjans d'estiu.
Els fruits són poliaquenis ovoides d'1,5 a 2,5 cm de diàmetre, vermells i madurs.

## Ecologia
Creix de manera silvestre o cultivada en regions de clima plujós, fred i generalment en sòls pobres de planes i muntanyes de poca elevació.
El roser rubiginós es difon en forma bastant agressiva en la regió andinopatagona, i se'n troben, fins i tot, plantes aïllades en "la banquina" de les rutes principals a la zona semiàrida, especialment en serres i altiplans occidentals. Es desenvolupa en preserralades i serralades en forma de comunitats tancades, i arriben a ocupar grans extensions de terres.
Les característiques ecològiques favorables al sud de l'Argentina i Xile van donar lloc a la seva expansió geogràfica, arribant a cobrir grans extensions. Hi ha més de cent espècies de roser rubiginós, però a Argentina, aparentment, només s'hi troba Rosa rubiginosa, la més comuna, i, en menor mesura Rosa canina i Rosa moschata.

## Farmacologia
La part utilitzada d'aquesta planta majoritàriament és la llavor. Concretament l'oli que se n'extreu mitjançant el mètode de premsat en fred, conegut com a oli de rosa mosqueta. Existeixen diversos productes derivats de la rosa mosqueta, com ara dolços, tes, olis o cosmètics.
També se'n pot utilitzar el fruit, concretament la pellofa (corfa), que en estat fresc i cru conté una gran quantitat de vitamina C, pectina i altres tipus de sucres.

### Composició química
La llavor conté àcids grassos insaturats, àcid transretinoic (vitamina A àcida), gomes*, margarines*, carotenoides*, immersos en una estructura de fibra vegetal. (*Aquests últims són separats en el procés de refinament del producte.)
L'oli té aquesta composició:
- Palmític: 3 - 5 %
- Esteàric: 1 - 3 %
- Oleic: 13 - 18 %
- Linoleic: 41 - 49 %
- Alfa-linolènic: 29 - 36 %
- Araquidònic: 0 - 2 %
- Gadoleic: 0 - 1 %

Aquests àcids són substàncies nobles, indispensables per a les àrees en les quals existeixen nivells de proliferació cel·lular, com per exemple la pell de la cara.

### Accions farmacològiques i usos medicinals
- Tractament cosmetològic: generador natural de col·lagen i l'elastina, nodreix, hidrata i regenera els teixits. A més, l'oli pur repara el sosteniment cutani, atenua les taques de la pell i elimina les estries.
- Tractament dermatològic: s'utilitza per a cremades, queratosi, acne, melasmes, cloasmes, berrugues, psoriasis, rosàcies, carcinomes, cicatrius hipertròfiques, hipercròniques, retractals i quirúrgiques. També per a autogeneració de melanina i defenses.
- Els àcids grassos essencials que conté actuen com a importants reguladors dels nivells de prostaglandines en sang. També regula els nivells de colesterol i triglicèrids en sang.
- Te de rosa mosqueta: aquest te és ric en vitamina C. Ajuda a mantenir el sistema immunològic estable i contribueix a la millora de l'estat anímic de la persona. També es pot utilitzar el te de rosa de mosqueta per rentar la pell, tant de la cara com del cos.

Diferents tractaments han estat provats i certificats per un estricte control científic a Alemanya, Argentina, Xile i Estats Units.

### Toxicitat
S'ha de ressaltar que no es coneix toxicitat de l'oli de rosa mosqueta i, a diferència d'altres olis vegetals, el seu pH mitjà és de 5,1, que el fa totalment compatible i saludable per a la pell.